# Молодіжний чемпіонат Італії з футболу
Молодіжний чемпіонат Італії з футболу (італ. Campionato Primavera 1) — молодіжний футбольний турнір за участю найсильніших італійських молодіжних команд, при умови, що їх основні команди грають у Серії A або B. З 2006 року трофей чемпіонату названий на честь Джачінто Факкетті. З 2004 року чемпіон отримує шанс зіграти у Молодіжному суперкубку Італії проти переможця Молодіжного кубка Італії.

## Історія
Турнір засновано 1962 року, змінивши Campionato Cadetti. Першим переможцем нового турніру стала молодіжна команда «Ювентуса». В перші роки розігрувались окремі чемпіонати серед клубів, основні команди яких грали у Серії А та Серії Б, тому до 1969 року були чемпіони у обох дивізіонах, але переход між лігами залежав від виступів дорослих команд.
В подальшому прив'язка до старшої команди була прибрана і формат змагань багато разів змінювався. Так до сезону 2006/07 регулярний сезон чемпіонату складався з 4 груп по 12 або 13 команд, а сам турнір був відкритий і для клубів Серії C, як правило, близько десяти на рік. Наприкінці регулярного сезону, перші чотири команди кожної групи виходили в плей-оф, де і визначали чемпіона. З турніру 2007/08 по 2016/17 регулярний сезон чемпіонату складався з 3 груп по 14 команд. Наприкінці регулярного сезону по дві найкращі команди виходили до фінального етапу, а інші вісім найкращих починали з раунду плей-оф.
2017 року відбулась серйозна реорганізація турніру — він був розділений на два дивізіони, у вищому з яких залишилось 16 команд. Наприкінці регулярного сезону шість найкращих команд виходили до плей-оф, де і визначали чемпіона. Крім цього турнір тепер став обмежуватись лише клубами,  основні команди яких грають у Серії A або B.

## Чемпіони
| - 1962–63 Ювентус (A), Комо (B) - 1963–64 Інтернаціонале (A), Удінезе (B) - 1964–65 Мілан (A), СПАЛ (B) - 1965–66 Інтернаціонале (A), Падова (B) - 1966–67 Торіно (A), Верона (B) - 1967–68 Торіно (A), Верона (B) - 1968–69 Інтернаціонале (A), Брешія (B) - 1969–70 Торіно - 1970–71 Фіорентіна - 1971–72 Ювентус - 1972–73 Рома - 1973–74 Рома - 1974–75 Брешія - 1975–76 Лаціо - 1976–77 Торіно - 1977–78 Рома - 1978–79 Наполі - 1979–80 Фіорентіна - 1980–81 Удінезе - 1981–82 Чезена - 1982–83 Фіорентіна - 1983–84 Рома - 1984–85 Торіно - 1985–86 Чезена - 1986–87 Лаціо - 1987–88 Торіно - 1988–89 Інтернаціонале - 1989–90 Рома - 1990–91 Торіно - 1991–92 Торіно - 1992–93 Аталанта |  | - 1993–94 Ювентус - 1994–95 Лаціо - 1995–96 Перуджа - 1996–97 Перуджа - 1997–98 Аталанта - 1998–99 Емполі - 1999–00 Барі - 2000–01 Лаціо - 2001–02 Інтернаціонале - 2002–03 Лечче - 2003–04 Лечче - 2004–05 Рома - 2005–06 Ювентус - 2006–07 Інтернаціонале - 2007–08 Сампдорія - 2008–09 Палермо - 2009–10 Дженоа - 2010–11 Рома - 2011–12 Інтернаціонале - 2012–13 Лаціо - 2013–14 К'єво - 2014–15 Торіно - 2015–16 Рома - 2016–17 Інтернаціонале - 2017–18 Інтернаціонале - 2018–19 Аталанта - 2019–20 Аталанта - 2020–21 Емполі - 2021–22 Інтернаціонале - 2022–23 Лечче |